# Muzeum Paleontologiczne w Lisowicach
Muzeum Paleontologiczne w Lisowicach – muzeum położone we wsi Lisowice (powiat lubliniecki). Pierwsza wystawa powstała przy współudziale: Gminy Pawonków, Instytutu Paleobiologii PAN w Warszawie, Stowarzyszenia Rozwoju Sołectwa Lisowice oraz Sołectwa Lisowice. 
Muzeum powstało w 2008 roku w związku z odkryciem w latach 2006-2007 na terenie miejscowej cegielni skamieniałości dinozaurów: archozaura z gatunku „Smok wawelski”, ostatniego i największego przedstawiciela dicynodontów - "Lisowicia bojani", dinozauromorfa, pterozaura oraz rauizucha. Ponadto odkryto tu szczątki kopalnej fauny (ryby, owady, skorupiaki) oraz roślin. Eksponaty te stanowią kolekcję, prezentowaną w muzeum.
W 2012 roku muzeum wzbogaciło się o pierwszą na świecie rekonstrukcje szkieletu ogromnego archozaura nazwanego „Smok wawelski”, wykonaną przez plastyczkę Martę Szubert.
Od 2021 roku muzeum zostało przekazane pod kierownictwo Gminnej Biblioteki Publicznej w Pawonkowie. W 2024 roku, po generalnym remoncie całego budynku, wystawa z nową aranżacją (w tym grafiki wielkoformatowe, stanowiska interaktywne i multimedialne) została przeniesione na piętro.  